# Prumnopitys ferruginea
Prumnopitys ferruginea (miro) es una conífera perennifolia arbórea, endémica de Nueva Zelanda. Antes de que fuera diferenciado el género Prumnopitys, se la incluyó en el relacionado género Podocarpus como Podocarpus ferrugineus. 

## Descripción
Crece hasta una altura de 25 m, con un  diámetro de tronco de hasta 13 dm. Las hojas van desde una forma linear hasta de hoz, 15-25 mm × 2-3 mm, con márgenes curvadas hacia abajo. Las plantas son dioicas con los conos de polen solitarios mientras que aquellos de las plantas hembra cuelgan tallos curveados y escamosos. Los conos son bastante peculiares, reducidos a un tallo central de 2-3 cm de largo que tiene 1-3 escamas, cada escama madura hasta parecerse a una baya oval, aproximadamente de 20 mm de largo y 10-15 mm de ancho, de rojo a morado rojizo con una pulpa suave comestible cubriendo una única semilla. Las semillas son dispersadas por el kereru (la paloma de Nueva Zelanda), la cual come la considerablemente conspicuas 'bayas' y pasa las semillas en sus deposiciones. Se le encuentra creciendo tanto en las tierras bajas como en colinas en las dos principales islas así como en la Isla Stewart .
El nombre científico ferruginea se deriva del color oxidado de las hojas de especímenes secos de herbario.

## Distinción entre el miro y el matai
El miro se puede distinguir del relacionado, y muy similar en apariencia, matai (Prumnopitys taxifolia) en cuatro aspectos de su anatomía: conos, corteza, semillas y hojas. 
- El miro tiene hojas más grandes y anchas con el envés verde mientras el del matai es blanco. Además, las hojas del miro se estrechan en una punta, mientras las del matai son redondeadas, a veces con una pequeña punta en el extremo.
- Los árboles de miro tienen conos con algo de tono de color rojo mientras los de matai son negro-azul.
- El miro también tiene conos relativamente más grandes los cuales son ovales y de color rojo.
- Como el matai, la corteza del miro se desprende y deja un distintivo "patrón con marcas de martillo", pero a diferencia del matai, el patrón no es ni tan pronunciado ni tan colorido (desde la cual la corteza se ha caído recientemente en el matai con frecuencia tienen un asombroso color rojo que se marchita para volverse café).